# Lezhë
Lezhë là một đô thị trong quận Lezhë thuộc hạt Lezhë, Albania. Dân số năm 2005 là 14495 người.